# Organización territorial de Paraguay
Paraguay es un Estado unitario que propende a la descentralización administrativa del Estado, en la forma que establece la constitución y las leyes. Para los efectos de la estructuración política y administrativa del Estado, el territorio nacional se divide, de mayor a menor grado, en departamentos, distritos o municipios que, dentro de los límites la constitución y las leyes, gozan de autonomía política, administrativa y normativa para la gestión de sus intereses, y de autarquía en la recaudación e inversión de sus recursos.

## Regiones

Región Occidental (Chaco)
Región Oriental (Paraneña)

Desde el punto de vista geográfico, el país está dividido en dos regiones separadas por el río Paraguay: 

### Región Occidental
La Región Occidental o Chaco, que abarca 3 de los 17 departamentos del país (Boquerón, Alto Paraguay, Presidente Hayes), que son los de mayor superficie. Esta región tiene el 60,7% del territorio nacional y alberga a aproximadamente el 3% de la población. Su territorio está formado por un fondo marino que emergió en la era Cuaternaria de tierras secas y arcillosas, poblado de matorrales extensos y palmares, esteros, lagunas y riachos. 
Su producción económica, formada por algunos cultivos y especialmente la ganadería, se concentran en el Departamento de Presidente Hayes y Boquerón. El clima de la región es predominantemente caluroso y seco. Fue escenario de la Guerra del Chaco, una de las más mortíferas de América Latina durante el siglo XX.

### Región Oriental
La Región Oriental o Paraneña, que abarca 14 de los 17 departamentos del país, además del distrito capital (Asunción), sede de los tres poderes del Estado. Esta región abarca el 39,3% del territorio nacional y alberga a un poco más del 97% de la población. Tiene más de 800 ríos y arroyos y el 95% de sus tierras son cultivables. 
En esta región están las principales instituciones de la República y los más importantes patrimonios históricos y culturales. Contiene la mayor estructura sanitaria, vial, educativa, de comunicación y servicios básicos. El clima es predominantemente templado (cálido) y lluvioso.

## Departamentos
Paraguay es un estado unitario que propende a la descentralización, en la forma que establece la constitución y las leyes. Para los efectos de la estructuración política y administrativa del Estado, el territorio nacional se divide, de mayor a menor grado, en departamentos, distritos o municipios que, dentro de los límites la constitución y las leyes, gozan de autonomía política, administrativa y normativa para la gestión de sus intereses, y de autarquía en la recaudación e inversión de sus recursos.
Por Ley N.º71/92 de fecha 6 de noviembre de 1992, el Paraguay está constituido en 17 departamentos y un Distrito Capital, Asunción -que es el asiento de los poderes del Estado-, este último constituyendo un municipio independiente de todo departamento desde el año 1993. 
El gobierno de cada departamento es ejercido por un gobernador (equivalente al Poder Ejecutivo departamental); y por una Junta Departamental (equivalente al Poder Legislativo departamental), electos por voto directo de los ciudadanos radicados en los respectivos departamentos, en comicios coincidentes con las elecciones generales, y duran cinco años en sus funciones. Las sedes de estas gobernaciones están ubicadas en las respectivas capitales departamentales. Así mismo, cada departamento tiene su Circunscripción Judicial (equivalente al Poder Judicial departamental), a su vez dependiente de la Corte Suprema de Justicia de Paraguay, con sede en Asunción. Por otra parte, cada departamento tiene su cupo para la Cámara de Diputados de Paraguay, representando al Poder Legislativo Nacional.
| Entidades subnacionales de Paraguay |                          |                  |                        |
| Alto Paraguay Boquerón Presidente Hayes Amambay Concepción San Pedro D.C. Guairá Caazapá Alto Paraná Caaguazú Canindeyú Itapúa Paraguarí Misiones Ñeembucú Cordillera Central Brasil Bolivia Argentina \| Departamento \| Capital \| Superficie (km²) \| Población (censo 2022)[2] \| \| Distrito Capital \| Asunción \| 117 km² \| 462 241 \| \| Concepción \| Concepción \| 18 051 km² \| 206 181 \| \| San Pedro \| San Pedro de Ycuamandiyú \| 20 002 km² \| 355 175 \| \| Cordillera \| Caacupé \| 4948 km² \| 268 037 \| \| Guairá \| Villarrica \| 3846 km² \| 179 555 \| \| Caaguazú \| Coronel Oviedo \| 11 474 km² \| 431 519 \| \| Caazapá \| Caazapá \| 9496 km² \| 139 479 \| \| Itapúa \| Encarnación \| 16 525 km² \| 449 642 \| \| Misiones \| San Juan Bautista \| 9556 km² \| 111 142 \| \| Paraguarí \| Paraguarí \| 8705 km² \| 200 472 \| \| Alto Paraná \| Ciudad del Este \| 14 895 km² \| 763 702 \| \| Central \| Areguá \| 2465 km² \| 1 883 927 \| \| Ñeembucú \| Pilar \| 12 147 km² \| 76 719 \| \| Amambay \| Pedro Juan Caballero \| 12 933 km² \| 179 412 \| \| Canindeyú \| Saltos del Guairá \| 14 667 km² \| 191 114 \| \| Presidente Hayes \| Villa Hayes \| 72 907 km² \| 123 313 \| \| Alto Paraguay \| Fuerte Olimpo \| 82 349 km² \| 17 195 \| \| Boquerón \| Filadelfia \| 91 669 km² \| 71 078 \| \| Total \| Total \| 406 752 km² \| 6 109 903 \| |                          |                  |                        |
| Departamento | Capital                  | Superficie (km²) | Población (censo 2022) |
| Distrito Capital | Asunción                 | 117 km²          | 462 241                |
| Concepción | Concepción               | 18 051 km²       | 206 181                |
| San Pedro | San Pedro de Ycuamandiyú | 20 002 km²       | 355 175                |
| Cordillera | Caacupé                  | 4948 km²         | 268 037                |
| Guairá | Villarrica               | 3846 km²         | 179 555                |
| Caaguazú | Coronel Oviedo           | 11 474 km²       | 431 519                |
| Caazapá | Caazapá                  | 9496 km²         | 139 479                |
| Itapúa | Encarnación              | 16 525 km²       | 449 642                |
| Misiones | San Juan Bautista        | 9556 km²         | 111 142                |
| Paraguarí | Paraguarí                | 8705 km²         | 200 472                |
| Alto Paraná | Ciudad del Este          | 14 895 km²       | 763 702                |
| Central | Areguá                   | 2465 km²         | 1 883 927              |
| Ñeembucú | Pilar                    | 12 147 km²       | 76 719                 |
| Amambay | Pedro Juan Caballero     | 12 933 km²       | 179 412                |
| Canindeyú | Saltos del Guairá        | 14 667 km²       | 191 114                |
| Presidente Hayes | Villa Hayes              | 72 907 km²       | 123 313                |
| Alto Paraguay | Fuerte Olimpo            | 82 349 km²       | 17 195                 |
| Boquerón | Filadelfia               | 91 669 km²       | 71 078                 |
| Total | Total                    | 406 752 km²      | 6 109 903              |

## Municipios
En el ordenamiento jurídico de Paraguay, los municipios (también denominados distritos o ciudades; en guaraní, tavare) son subdivisiones de los departamentos y también las menores circunscripciones político-administrativos del país. Existe un distrito que no pertenece a ningún departamento: el «Distrito Capital» que es Asunción, capital del país y por ende, asentamiento de los poderes del Estado. En el país existen un total de 263 municipios (262 municipios -de los 17 departamentos- más el Distrito Capital).
El gobierno de cada municipio es ejercido por la Intendencia Municipal, y la Junta Municipal, de acuerdo a lo establecido en el artículo 20 de la Ley Orgánica Municipal (LOM). Quienes conforman la intendencia son el Intendente y las dependencias administrativas del municipio. El Intendente es el administrador general del distrito, quien es electo en forma directa por los ciudadanos para operar por un periodo de 5 años, mientras que los concejales integrados en la Junta Municipal duran 5 años en sus funciones, con posibilidad de ser reelectos, y cuya función se limita al de un órgano deliberante y legislativo del gobierno municipal. 

## Historia de la organización territorial del Paraguay
A lo largo de la historia de la organización territorial de Paraguay, se han dado varias modificaciones en diferentes años con relación a la delimitación de los departamentos, o elección de sus respectivas capitales departamentales, así como también la creación de nuevos municipios y sus respectivas delimitaciones. 
Hasta antes de dictarse leyes en relación con la división política del país en 1906, durante el siglo XIX a las poblaciones se los llamaba partidos, pero no tenían delimitación precisa, ni configuración geográfica determinada. 
Hasta principios del siglo XX, el país continuaba arrastrando las consecuencias negativas de la guerra contra la Triple Alianza, que había producido como efecto territorial una gran dispersión poblacional y una red de pueblos con escasos habitantes, sin mayores vínculos entre sí, tanto como una creciente concentración demográfica en la comarca asuncena (conocida hoy día como Gran Asunción). Podemos decir que la organización territorial del país hacia finales del siglo XIX y principios del siglo XX era básicamente así:
- La capital de la República: Asunción
- Los 86 partidos (actuales distritos) de la región Oriental - luego dividido en 8 'departamentos'
- Parte del Chaco, bajo administración militar